# Hypsiboas stellae
Hypsiboas stellae es una especie de anfibio anuro de la familia Hylidae.

## Distribución geográfica
Esta especie es endémica del estado de Rio Grande do Sul en Brasil. Se encuentra entre los 200 y 600 m sobre el nivel del mar en la meseta de la Araucaria.

## Descripción
Los 9 especímenes machos adultos observados en la descripción original tienen una longitud estándar de 40 a 50 mm.

## Etimología
Esta especie lleva el nombre en honor a la empresa Stellae Limited debido a su acción por la biodiversidad.

## Publicación original
- Kwet, 2008: New species of Hypsiboas (Anura: Hylidae) in the pulchellus group from southern Brazil. Salamandra, vol. 44, n.º 1, p. 1-14[6]